# Lothar Lange
Lothar Lange (* 19. Februar 1894; † unbekannt) war ein deutscher nationalsozialistischer Funktionär, der als Gebietsführer der Hitlerjugend (HJ) im Gebiet Nordmark tätig war.

## Leben
Lange trat zum 1. Mai 1928 der NSDAP bei (Mitgliedsnummer 87.109). Er wurde zum Gebietsführer der Hitler-Jugend im Gebiet Nordmark ernannt. Ihm unterstanden der Bann Schleswig-Holstein und der Bann Hamburg. Seinen Dienstsitz hatte er in Itzehoe. Als sogenanntes Kampfblatt der Hitler-Jugend im Gebiet Nordmark wurde unter seiner Leitung Die Nordmark-Jugend herausgegeben.